# توبا ألتنتوب
توبا ألتنتوب (لا يلفظ: توغبا ألتنتوب) (بالتركية: Tuğba Altıntop)‏ هي ممثلة تركية ولدت في يوم 15 ديسمبر 1976 في مدينة أضنة في تركيا، مثلت في عدة أفلام ومسلسلات تركية، تزوجت من المغني رافت إيل رومان وأنجبت منه ابنتين وتطلقت منه في سنة 2003.

## روابط خارجية
- توبا ألتنتوب على موقع IMDb (الإنجليزية)